# Stazione di Caraffa-Sarrottino
La stazione di Caraffa-Sarrottino è stata una fermata ferroviaria posta sulla linea Lamezia Terme-Catanzaro Lido. Venne dismessa nel 2008 unitamente alla tratta Settingiano-Catanzaro Lido, che fu sostituita dalla nuova variante. Serviva il comune di Caraffa di Catanzaro e l'abitato di Sarrottino, frazione di Tiriolo.
La fermata non era elettrificata e pertanto era servita da treni a trazione diesel.